# Symphypyga omani
Symphypyga omani är en insektsart som beskrevs av Rao,k. och K. Ramakrishnan 1983. Symphypyga omani ingår i släktet Symphypyga och familjen dvärgstritar. Inga underarter finns listade i Catalogue of Life.